# Fort Willem I (Maastricht)
Fort Willem I, ook genaamd Fort op de Caberg of Fort Koning Willem, is een negentiende-eeuws fort, gelegen aan de Kastanjelaan in de wijk Caberg in Maastricht-West. Het fort heeft na de opheffing van de vestingstatus van Maastricht diverse bestemmingen gehad en is thans in gebruik als speeltuin en als huisvesting voor een studentenvereniging.

## Geschiedenis
De vestingcommandanten van Maastricht hadden al in de achttiende eeuw onderkend dat de hoogte van Oud-Caberg een zwak punt was in de verdediging van de vesting. Vanaf die hoogte konden kanonnen de vesting vrijwel ongehinderd bestoken. Al voor de Franse tijd waren er plannen om op de hoogte een fort te bouwen, maar die plannen konden niet worden uitgevoerd. Nadat de Franse keizer Napoleon Bonaparte in februari 1815 zijn verbanningsoord Elba had weten te ontvluchten en vervolgens het Franse leger opnieuw mobiliseerde, besloot de militaire gouverneur van Maastricht, Guillaume de Constant Rebecque, om de plannen voor het fort op de Caberg versneld uit te voeren.
Het fort werd gebouwd tussen 1815 en 1818 naar het door de Fransen achtergelaten plan ter verbetering van de verdediging van het noordwestelijk en noordelijk vestingfront. Het fort werd genoemd naar de nieuwe koning Willem I der Nederlanden. Willem I bezocht op 6 juni 1815 Maastricht. Het fort was toen voor twee derde af, mede door de tijdelijke inzet in mei van 40 tot 50 werknemers uit het "atelier" van Ephraim Daniel Pichot.
Op 29 mei 1867 werd de vestingstatus van Maastricht opgeheven, waarmee ook Fort Willem I zijn militaire functie verloor. In 1869 werd opdracht gegeven om het noordoostelijke deel van het fort te slopen, waarmee de strategische waarde van het fort werd weggenomen. De noordelijke wallen werden gesloopt en de aarde ervan in de droge gracht gestort. De toegangspoort tot het fort werd afgebroken.
In 1875 werd in het fort een militaire schietbaan ingericht. In 1910 werd de kazemat verhuurd voor de opslag van landbouwgoederen. Tijdens het Interbellum hield het Maastrichtse garnizoen er gasoefeningen in een daartoe ingerichte gaskamer. Tijdens de Tweede Wereldoorlog werd het fort gebruikt als schuilgelegenheid bij luchtaanvallen. Tussen 1947 en 1956 kende het fort een bestemming als jeugdherberg. Gedurende de Koude Oorlog werd het fort gebruikt als bevelsbunker voor de Provinciale Bescherming Burgerbevolking (1956-1992). In 1946 werd een deel van het terrein rondom het fort ingericht als kinderspeeltuin, een bestemming die het fort nog steeds heeft. In de centrale kazemat van het fort is sinds 1994 de sociëteit van studentenvereniging MSV Tragos gehuisvest.

## Beschrijving fort
Fort Willem I bestaat uit een grote kazemat verbonden met onderaardse galerijen. Het grondplan bestaat uit een vijfhoekige lunet. De twee zijden die zich niet aan de kant van de vesting bevinden worden facen genoemd. De zijde die naar de vesting wijst wordt keel genoemd. De overige twee zijden worden flanken genoemd.
De lunet van Fort Willem I is aan vier zijden omgeven door een droge gracht, waarvan de wanden geheel zijn voorzien van bakstenen. In dit metselwerk zijn over de gehele lengte en langs beide zijden van de gracht schietgaten aangebracht, die via een rondgaande galerij zijn te bereiken. Deze ringgalerij bestaat uit 136 overwelfde ruimtes die elk vier of vijf schietgaten hebben.
Vanuit de galerij achter de rechterflank liep een poterne, een overdekte doorgang, naar het terreplein van het fort. Het terreplein was bedoeld om kanonnen in de open lucht binnen het fort op te stellen. Vanuit de galerij achter de linkerflank loopt een trap naar een bomvrije kazemat. Deze kazemat had onderkomens voor duizend man en diende als magazijn. Zo kon er 36.000 pond aan buskruit worden opgeslagen.
Voor de saillant, de hoek tussen beide facen, ligt een verzonken galerij, die onder de bodem van de gracht doorloopt en de galerijen aan beide zijden van de droge gracht met elkaar verbindt. Op twee plaatsen bevindt zich een toegang vanuit de galerij naar de droge gracht. Een bedekte weg verbond het fort met de vesting Maastricht.
Na de sloop van een deel van het fort resteerde de linkerflank en face met voorliggende droge gracht en gedekte weg, evenals de saillant en een klein deel van de rechter face. Ook de complete ringgalerij, de verzonken galerij voor de saillant en de aanzet tot de verbinding met het terreplein werden bij de ontmanteling gespaard. Verder bleef de kazemat in de linkerflank over met verbindingstrap naar de rondgaande galerij. Van de keelmuur bleef slechts een fragment over.
Het fort is een rijksmonument en de directe omgeving, inclusief de Kastanjelaan, een gemeentelijk monument.

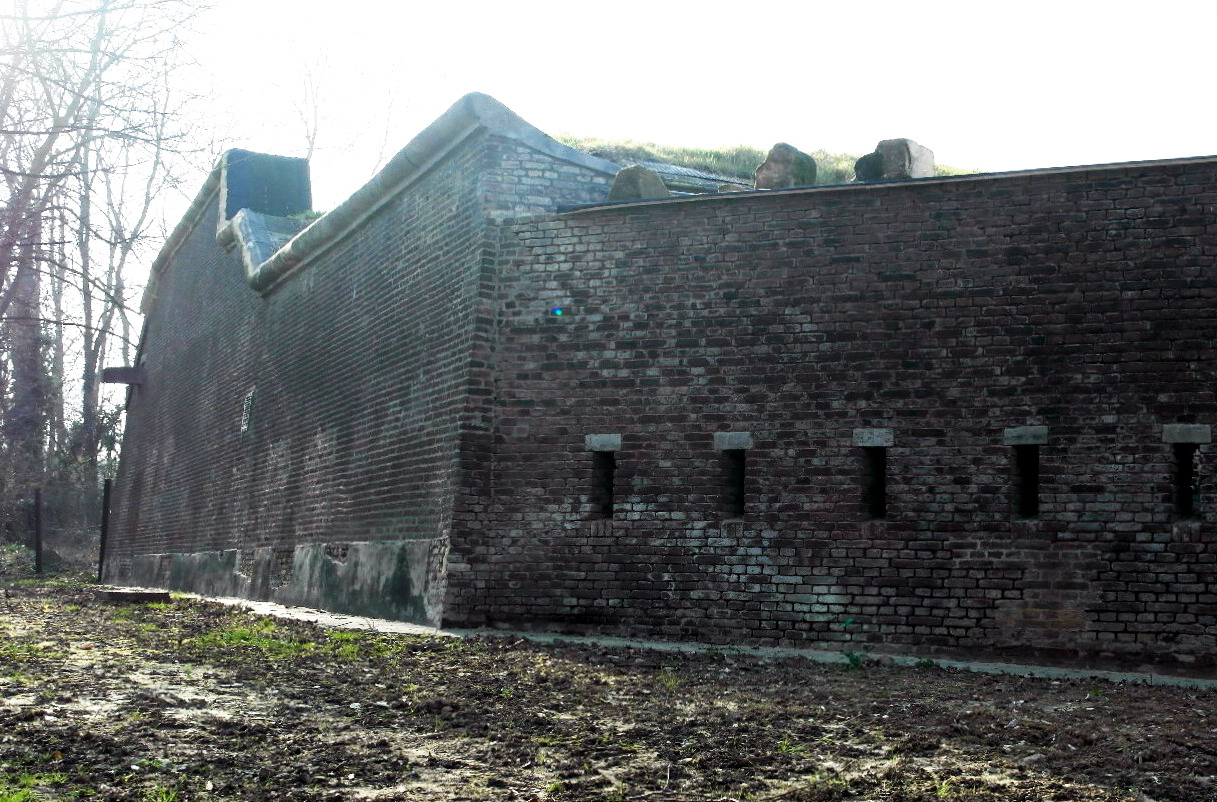
Linkerflank en face
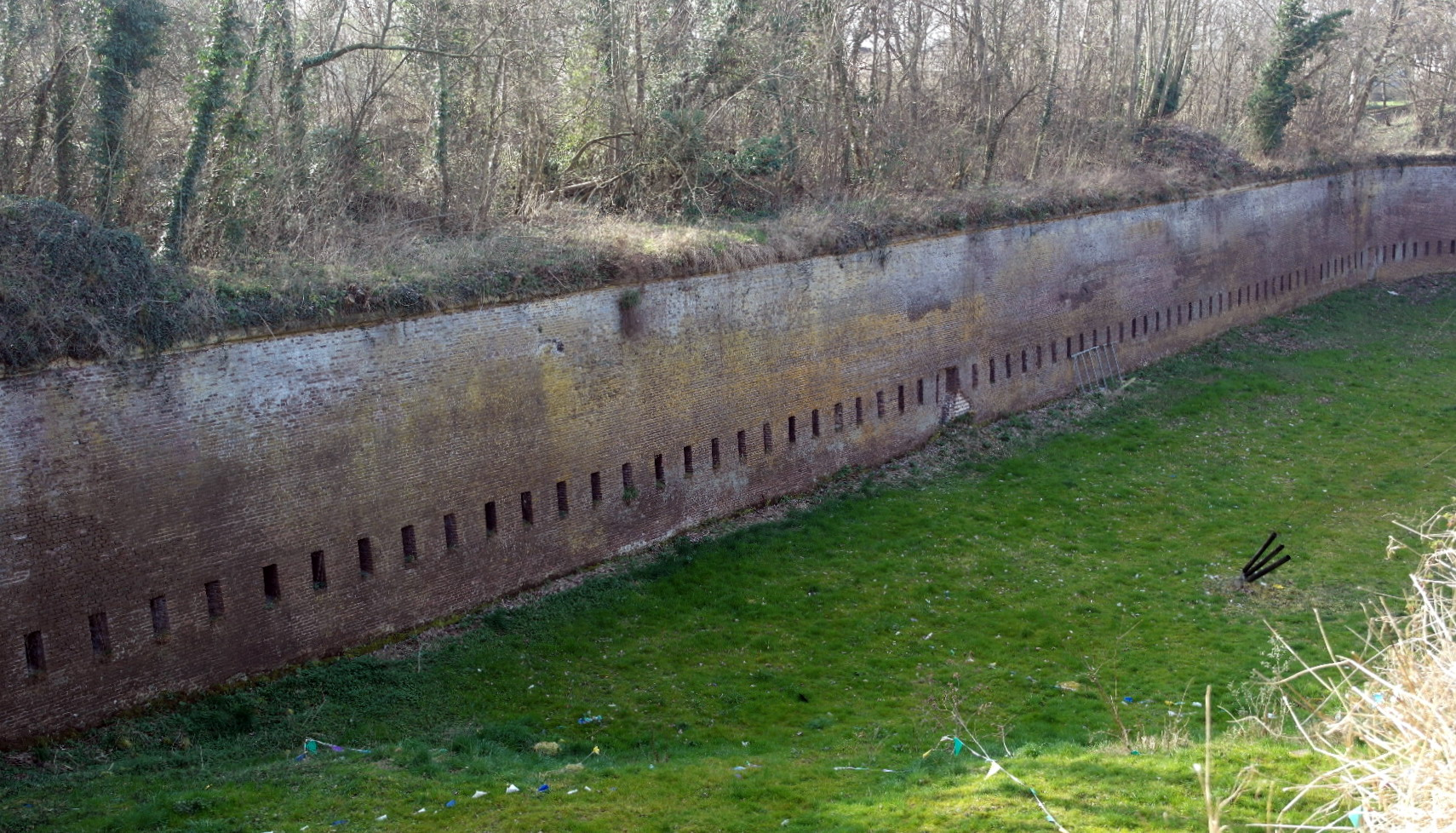
Droge gracht, galerijen
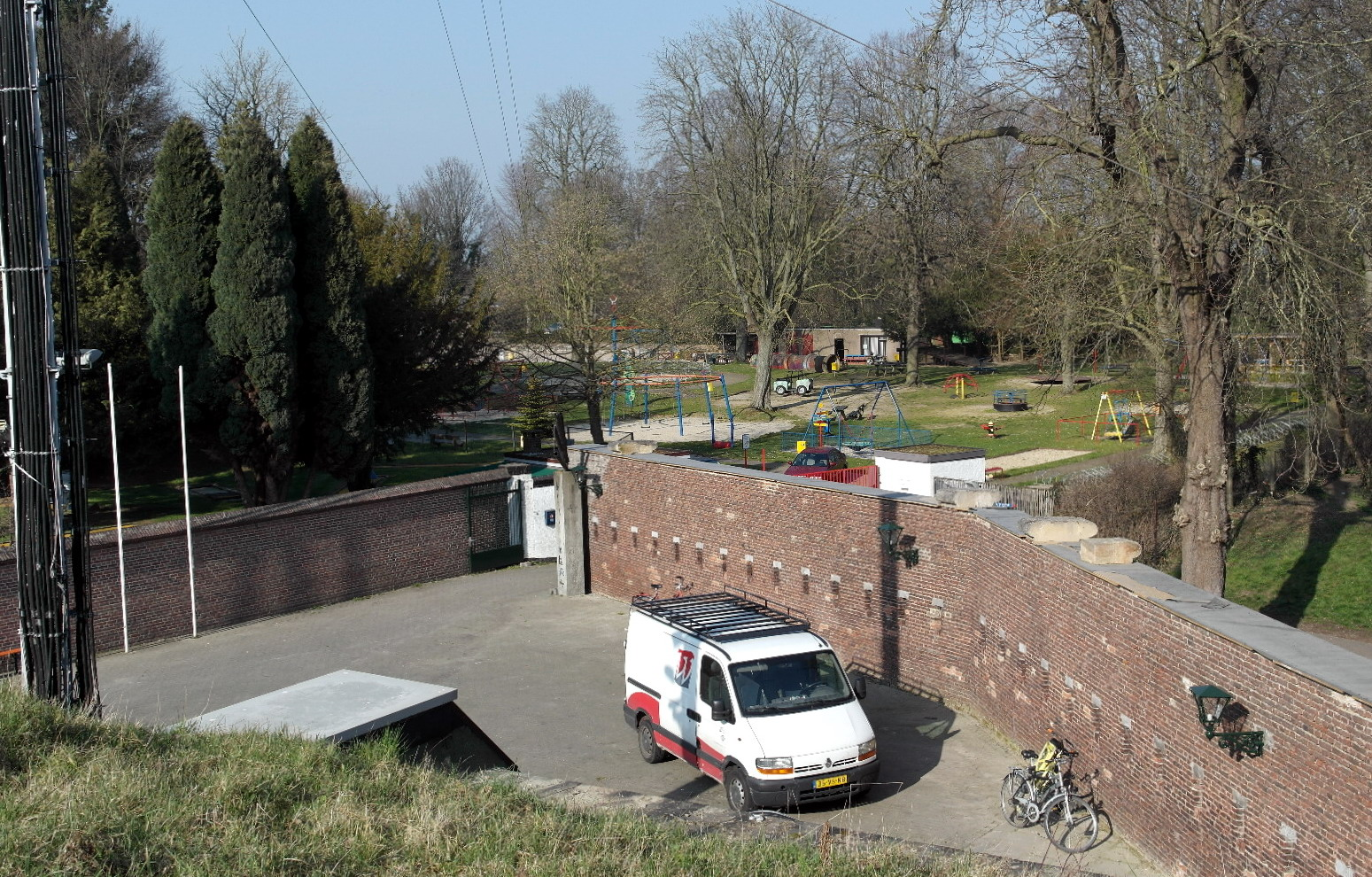
Terreplein en speeltuin
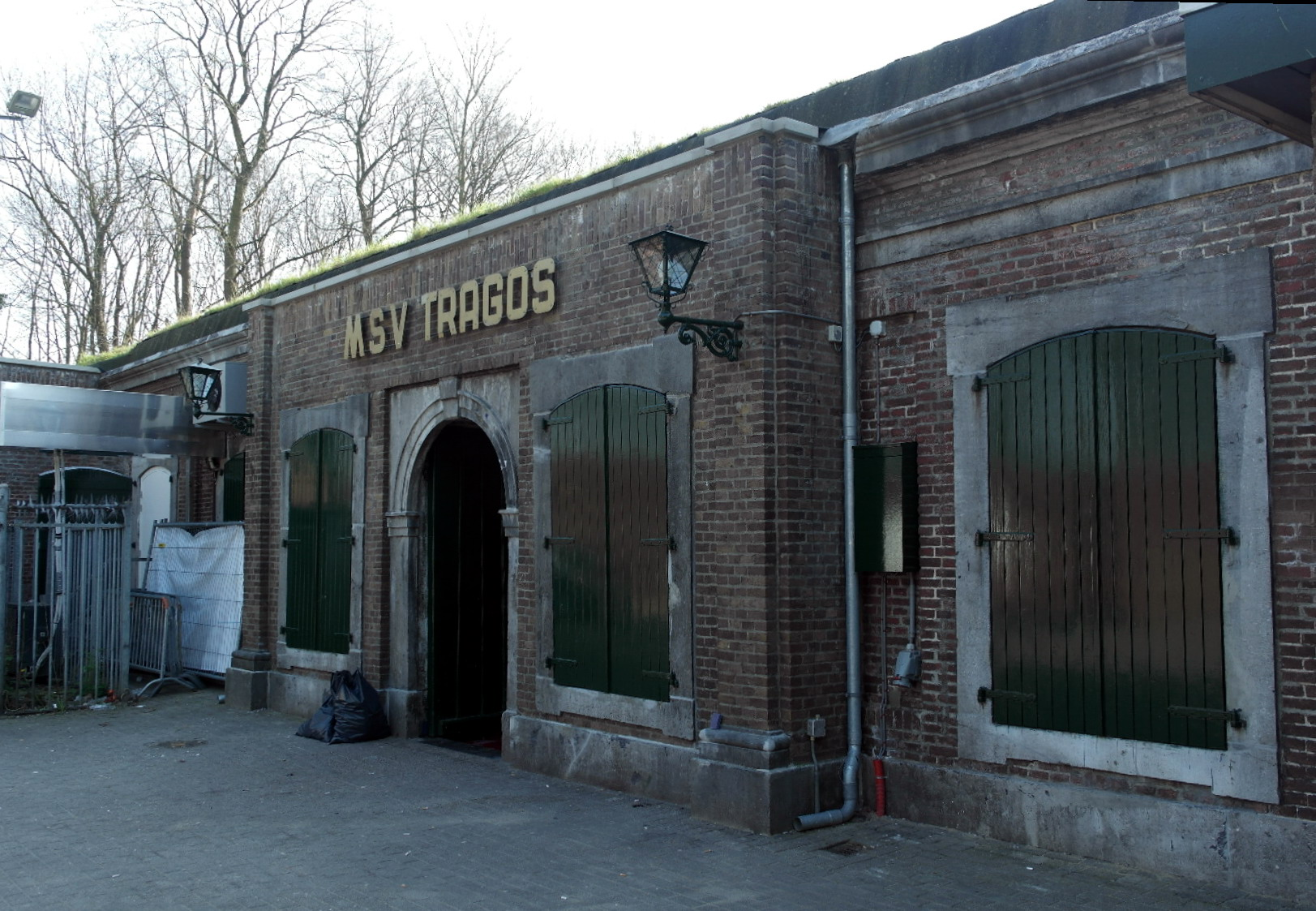
Centrale kazemat
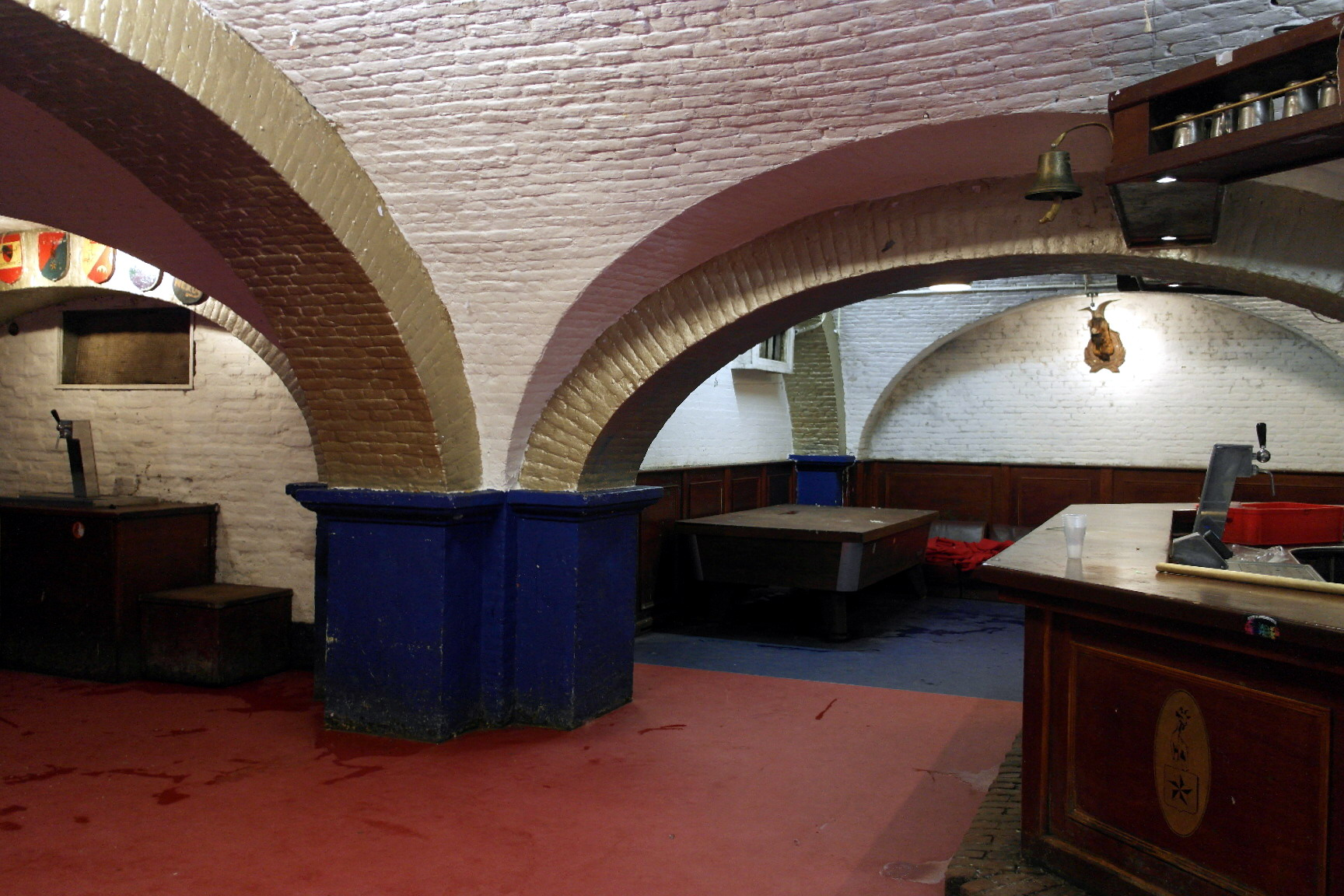
Interieur kazemat
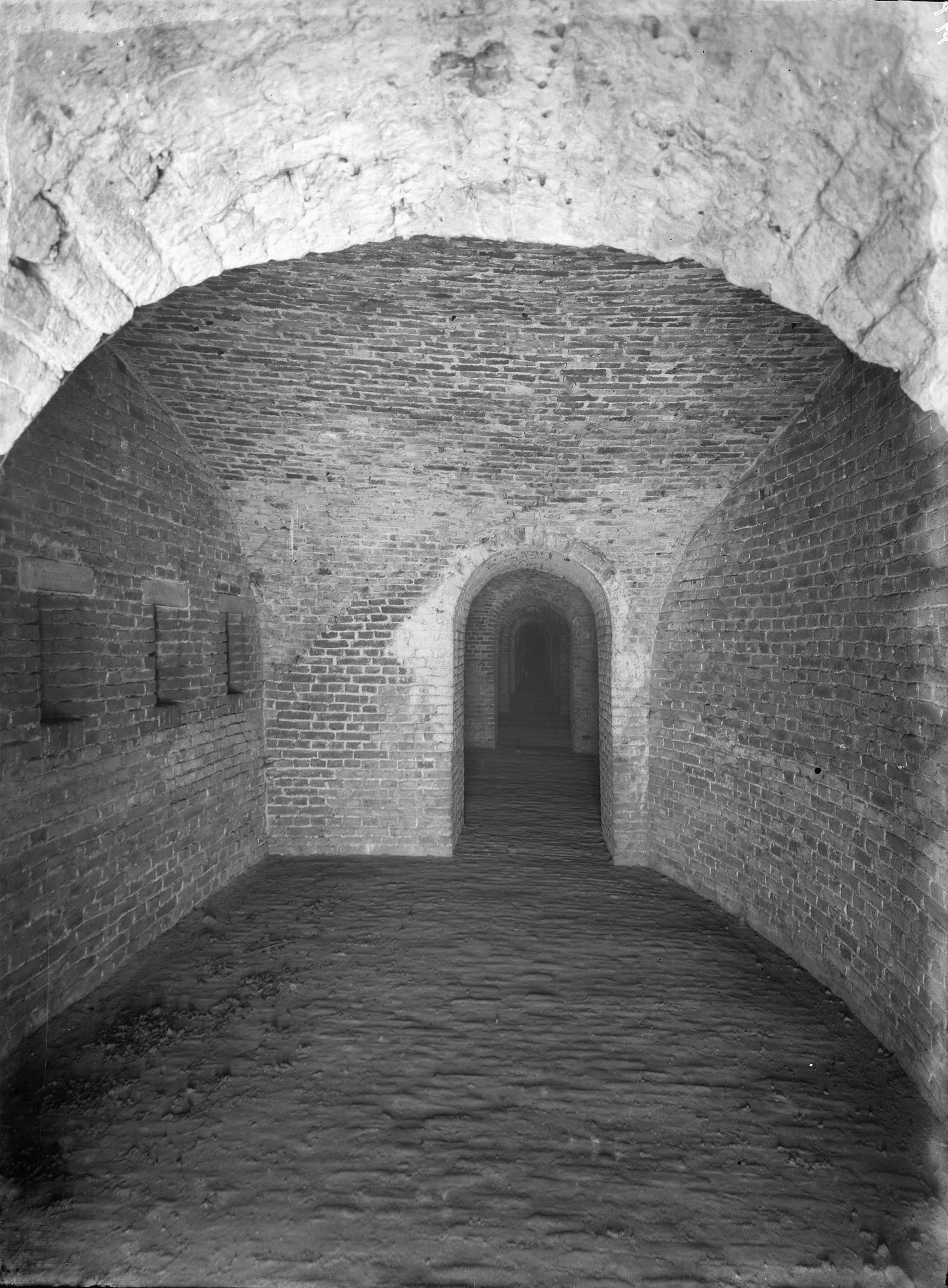
Interieur galerij
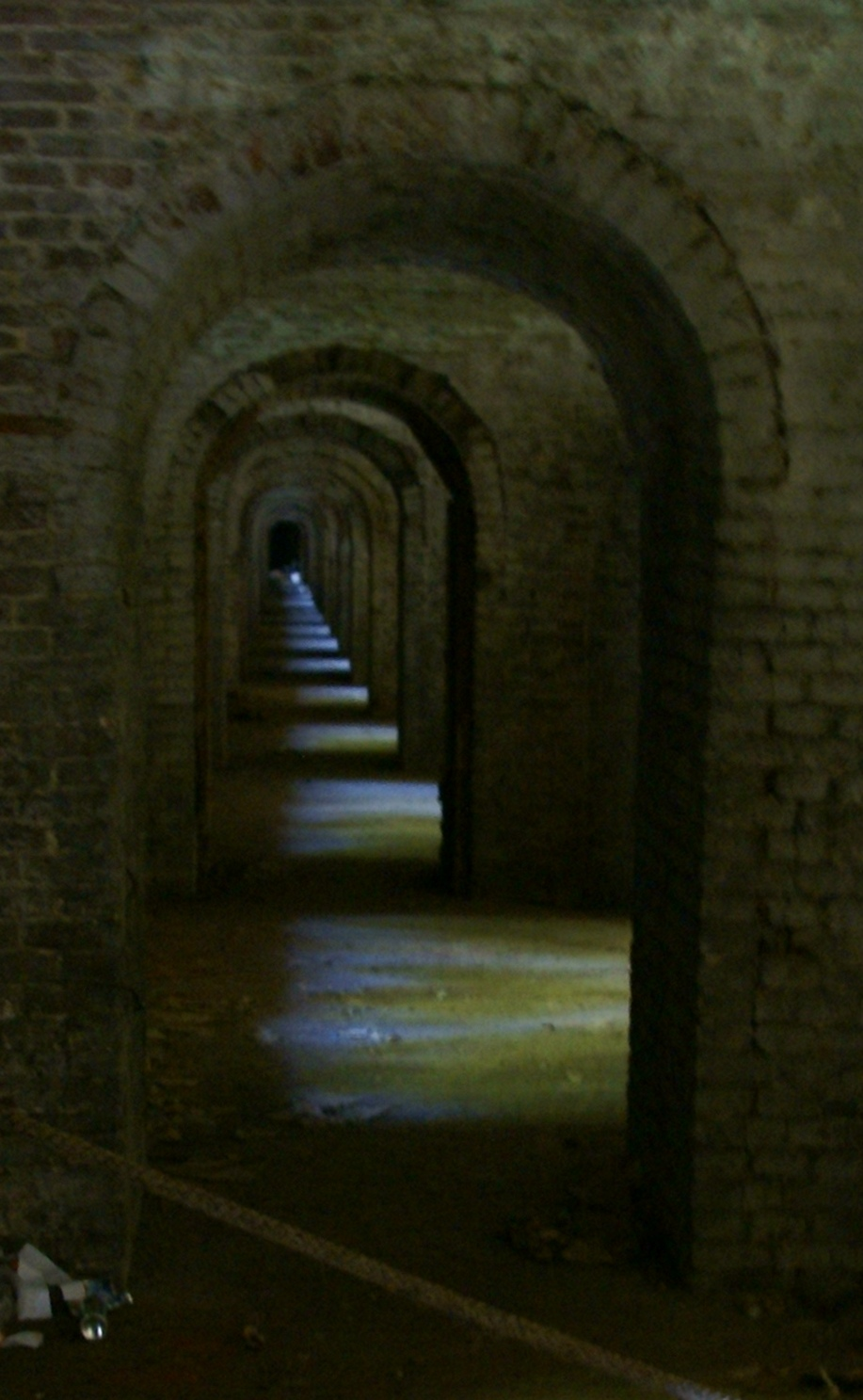
Galerij
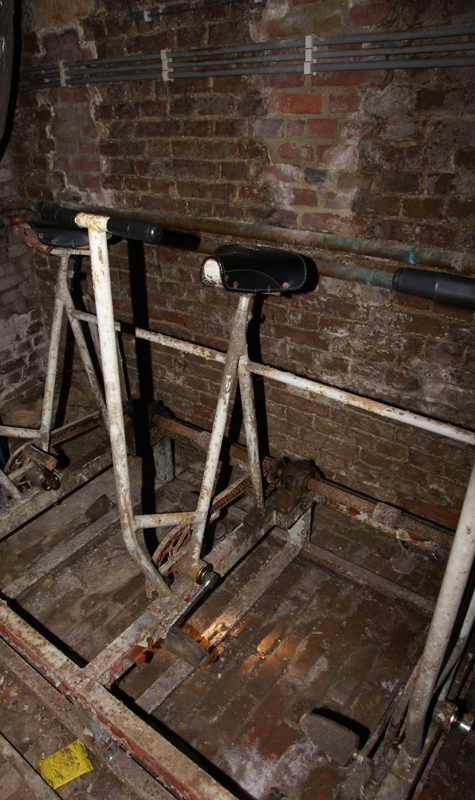
"Fietsdynamo's" BB